# 謝佳見
謝佳見（英語：Melvin Sia，1979年6月14日—），馬來西亞籍華裔男藝人，出生於馬來西亞砂拉越州民丹莪。2010年奪下大馬金視獎「最佳男演員」、「最受歡迎男演員」。2015年以《16個夏天》入圍第50屆金鐘獎「戲劇節目男配角獎」。2016年與華研國際音樂簽約，成為旗下藝人。近年開始在臺灣、中國大陸發展。

## 演藝经歷

### 2003年：出道
參加選秀比賽《才華橫溢出新秀》大马区奪得「優異獎」，之後接拍了生平的第一部華語偶像劇《聽青春的聲音》，正式出道進入大馬演藝圈。

### 2008年
憑藉《愛在你左右》中飾演娘娘腔化妝師「張宇帆」被提名入圍「第13屆亞洲電視大獎」最佳男演員。

### 2010年
以《美食廚師男》榮獲馬來西亞第1屆 金視獎「最佳男主角」和 「最受歡迎男演員」，成為「大馬雙料視帝」。

### 2011年
首次參演舞台劇《戀愛之第100天》演出，演技再度受到肯定，榮獲第9屆大馬戲炬獎「最佳男新人獎」，更被評審讚譽「連背影都會演戲」。NTV7力捧的電視一哥，在這半年來，所主演的電視劇一部接一部在本地電視台播映，從《炭鄉》、《聲空感應2》、《浮生劫》、《漁米人家》到《時光電台》，曝光率十分高。同年，在大馬事業巔峰時，選擇到台灣從零開始。加盟海蝶音樂，拍攝首部微電影作品《你好。謝謝》，正式進軍台灣， 並于台灣發行首支個人單曲《謝謝寂寞》。
堪稱大馬花樣美男的謝佳見，其實是一位有潛力的新生代演員。

### 2012年
首次主演中國電視劇，與戚薇、陳赫、婁藝瀟、張丹峰等知名演員參演《愛情自有天意》，是第一位在中國電視劇擔任第一男主角的馬來西亞男藝人，其個人開始拓展中國市場。 2012年9月13日，其電影代表作《甲洞》於馬來西亞上映，短短四天，票房就勇破104萬令吉（約新台幣1040萬元）。此外，電影也在2012年9月28日于台湾正式上映。並且憑藉在電影《甲洞》中的角色「阿海」被提名入圍馬來西亞第一屆金箏獎「最佳男主角」。

### 2013年
簽約TVBS，正式開始在台灣參與戲劇演出。

### 2014年
以《16個夏天》“暗黑俊傑”一角在台灣打開知名度，並入圍第50屆金鐘獎「戲劇節目男配角獎」，亦是首位入圍台灣金鐘獎的馬來西亞演员。

### 2015年
因演出《我的寶貝四千金》而聲勢大漲，飾演的角色「杜曉飛」無人不曉，和曾之喬的「一飛戀」更成為佳話。其演藝事業再創高峰，人氣高漲。

### 2017年
12月20日，推出個人首本寫真書《第二個家 見》。

### 2020年
創立「謝佳見Melvin Sia」YouTube頻道
第一支影片2/29（六），中午12點上線 。

## 音乐作品

### 单曲
| 发行日期 | 专辑名称                 |
| 2011年   | 《謝謝寂寞》             |
| 2012年   | 《新年回家》             |
| 2012年   | 《新年快樂》             |
| 2013年   | 《愛不要遺憾》           |
| 2014年   | 《一塊二的幸福》         |
| 2019年   | 《最幸福的你》           |
| 2019年   | 《怕不够》               |
| 2019年   | 《我一个人在夜的城市飞》 |

### 新年专辑
| 发行日期 | 专辑名称           | 备注                           |
| 2010年   | 《7勢one千威虎年》 | NTV7与one FM联手发行           |
| 2011年   | 《闔家團員一起發》 | one FM、NTV7与八度空間联手发行 |

## 影視作品

### 電視劇
| 年份   | 頻道                         | 劇名           | 角色   |
| 2007年 | NTV7、 新傳媒8頻道           | 爱在你左右     | 張宇帆 |
| 2007年 | RTM                          | 阳光梦田       | -      |
| 2008年 | NTV7                         | 情牵南苑       | 謝旺財 |
| 2008年 | NTV7、新傳媒8頻道            | 谈谈情，舞舞狮 | 陈志强 |
| 2008年 | NTV7                         | 都市恋人的追逐 | 方啟華 |
| 2009年 | NTV7                         | 美食厨师男     | 叶俊   |
| 2010年 | NTV7                         | 浮生劫         | 傅子诚 |
| 2010年 | 八度空間                     | 声空感应       | 张志杰 |
| 2011年 | NTV7                         | 时光电台       | 张家明 |
| 2013年 | 安徽衛視、深圳衛視、四川衛視 | 爱情自有天意   | 唐正   |
| 2013年 | TVBS、中視                   | 飛越龍門客棧   | 小刀   |
| 2013年 | 台視                         | 逆光青春       | 阿勝   |
| 2014年 | 公視、TVBS                   | 16個夏天       | 汪俊杰 |
| 2014年 | 中視、TVBS、龍華偶像         | 俏摩女搶頭婚   | 溫皓然 |
| 2014年 | 三立、東森                   | 我的寶貝四千金 | 杜曉飛 |
| 2015年 | 三立、東森                   | 好想談戀愛     | 杜曉飛 |
| 2015年 | 三立、東森                   | 戀愛鄰距離     | 杜曉飛 |
| 2015年 | 台視、東森、龍華偶像         | 致，第三者     | 嚴浩   |
| 2016年 | 台視、TVBS                   | 遺憾拼圖       | 王子皓 |
| 2016年 | 三立、東森                   | 獨家保鑣       | 姜至衡 |
| 2017年 | 台視                         | 我的男孩       | 大明星 |
| 2019年 | 台視、八大                   | 我是顧家男     | 顏博仁 |
| 2019年 | 東森、台視                   | 男神時代       | 劉萬鏢 |
| 2021年 | 三立、華視                   | 三隻小豬的逆襲 | 施秉倫 |
| 2021年 | GagaOOLala                   | 酷蓋爸爸       | Damian |
| 2022年 | GagaOOLala                   | 酷蓋爸爸2      | Damian |
| 2022年 | 民視                         | 決勝的揮拍     | 唐家   |

### 網路劇
| 年份   | 頻道             | 劇名           | 角色   |
| 2017年 | 搜狐視頻、芒果TV | 親愛的王子大人 | 姜昊   |
| 2017年 | 搜狐視頻         | 端脑           | 博卞   |
| 2020年 | 愛奇藝、芒果TV   | 天醒之路       | 吕沉風 |
| 2020年 | 愛奇藝           | 半是蜜糖半是傷 | 林泰墨 |

### 電視電影
| 年份   | 頻道 | 名稱       | 角色   |
| 2011年 | NTV7 | 媒人帮     | 朱德豹 |
| 2014年 | 緯來 | 我叫侯美麗 | 江道賢 |

### 電影
| 年份   | 劇名           | 角色   |
| 2012年 | 甲洞           | 阿海   |
| 2013年 | 哥妹俩之惊历48 | 老師舅 |
| 2017年 | 請愛我的女朋友 | 余彥   |
| 2025年 | 解碼           |        |

### 微電影
| 年份   | 劇名                                  | 角色   |
| 2011年 | 你好.謝謝                             | 謝佳見 |
| 2016年 | JINS CLASSIC 謝佳見微電影【一見鍾情】 | 大木頭 |

### 舞台劇
| 年份   | 剧名               | 角色   |
| 2010年 | 《戀愛之第100天》  | Sam    |
| 2011年 | 《那就愛吧》       |        |
| 2022年 | 《同學會！同鞋～》 | 謝愷成 |

### 出演音樂影片 ( MV )
| 年份   | 歌手             | 曲名           |
| 2011年 | 張婧             | 也許你知道     |
| 2013年 | 戚薇             | 仙俠世界之錯過 |
| 2015年 | 冼佩瑾           | 親密的疏離     |
| 2016年 | 動力火車與閻奕格 | 只願和你相愛   |

## 綜藝節目
- 主持東森綜合台 《花甲少年趣旅行》第六季

## 出版作品

### 書籍
| 出版日期   | 書名            | 作者   | 出版社   | ISBN               |
| ---------- | --------------- | ------ | -------- | ------------------ |
| 2017/12/20 | 《第二個家 見》 | 謝佳見 | 凱特文化 | ISBN 9789869390972 |
| 2021/09/03 | 《臨界之地》    | 謝佳見 | 尖端出版 | ISBN 9786263160231 |

## 荣誉及奖项

### 影视奖项
| 年份   | 届次                          | 奖项             | 作品           | 角色   | 地區     | 结果 |
| 2003年 | 第8届才华横溢出新秀（大马区） | 优异奖           | ---            | ---    | 马来西亚 | 獲獎 |
| 2008年 | 第13届亚洲电视大奖            | 最佳男演员       | 爱在你左右     | 张宇帆 | 亚洲     | 入围 |
| 2010年 | 第1届大马NTV7金视奖           | 最佳男演员       | 美食厨师男     | 叶俊   | 马来西亚 | 獲獎 |
| 2010年 | 第1届大马NTV7金视奖           | 最受欢迎男演员   | 美食厨师男     | 叶俊   | 马来西亚 | 獲獎 |
| 2011年 | 第9届大马戏炬奖               | 最佳新人奖       | 恋爱之第100天  | Sam    | 马来西亚 | 獲獎 |
| 2013年 | 第1屆金箏獎                   | 最佳男主角       | 甲洞           | 阿海   | 马来西亚 | 入围 |
| 2015年 | 第50届金钟奖                  | 戏剧节目男配角奖 | 16个夏天       | 汪俊杰 | 台湾     | 入围 |
| 2015年 | 第4屆华剧大赏                 | 最佳荧幕情侣奖   | 我的宝贝四千金 | 杜晓飞 | 台湾     | 獲獎 |
| 2016年 | 第5届华剧大赏                 | 最佳华流明星奖   | 独家保镳       | 姜至衡 | 台湾     | 獲獎 |

### 媒体及娱乐平台奖项
| 年份   | 届次                          | 奖项                        | 结果 |
| 2003年 | 2003年V Mag最佳情人           | 最佳情人亚军                | 獲獎 |
| 2005年 | 第1届全球华人金艺奖           | 五大最受欢迎金艺电视剧演员  | 獲獎 |
| 2008年 | 2008年大马飞跃娱乐最YEAH榜    | 最受欢迎男演员              | 入围 |
| 2015年 | 2015年两岸男神                | 疗愈系暖男亚军              | 獲獎 |
| 2015年 | 2015年FANILY分享你闪亮星大赏  | 影帝接班星冠军              | 獲獎 |
| 2015年 | 2015年超Man野兽派阳光猛男大PK | 超Man野兽派阳光猛男大PK冠军 | 獲獎 |
| 2017年 | 2017年马来西亚十大杰出青年奖  | 马来西亚十大杰出青年奖40强  | 提名 |

## 外部連結
- 謝佳見 Melvin Sia的Facebook專頁
- 謝佳見的Instagram帳戶
- YouTube上的謝佳見Melvin Sia頻道 （页面存档备份，存于）
- 謝佳見的新浪微博
- 謝佳見的X（前Twitter）
- 謝佳見痞客邦 （页面存档备份，存于）
- 華研國際音樂 （页面存档备份，存于）
- 謝佳見在互联网电影资料库（IMDb）上的資料（英文）
- 謝佳見在豆瓣上的资料（简体中文）
- 謝佳見在时光网上的簡介（简体中文）
- 謝佳見在香港影庫上的簡介